# Sistema d'informació radiològica
Un sistema d'informació radiològica (RIS) és una aplicació informàtica utilitzada per departaments de radiologia per emmagatzemar, manipular i distribuir informació radiològica dels pacients, incloent imatges. El sistema incorpora les dades demogràfiques dels pacients, l'agenda d'intervencions del departament, informes de resultats i vincles amb les imatges relacionades. Un RIS complementa un sistema d'informació hospitalària (HIS) i és crucial en el funcionament eficient en la pràctica de radiologia.

## Funcionalitats fonamentals
Els sistemes d'informació radiològica acostumen a tenir característiques següents:
- Registre i citació de pacients
- Gestió de la llista de pacients
- Interacció amb els dispositius d'adquisició d'imatge radiològica mitjançant la llista de treball (worklist)
- Gestió del flux de treball del departament de radiologia
- Escaneig de peticions d'exploració
- Entrada de resultats, mitjançant un editor/generador d'informes
- Impressió de resultats
- Lliurament de resultats per mitjans telemàtics tradicionals (correu electrònic, fax)
- Seguiment de l'activitat (recursos implicats: personal, temps, medicaments, materials, incidències...)
- Gestió dels dispositius d'adquisició d'imatge i materials

## Altres funcionalitats
- Integració amb l'arxiu d'imatge mèdica (PACS), via protocol DICOM
- Integració amb el sistema d'informació hospitalària (HIS), via estàndard HL7
- Facturació
- Altres